# Cuialnicul Mic, Bârzula
Cuialnicul Mic (în ucraineană Малий Куяльник, transliterat: Malîi Kuialnîk) este un sat în comuna Cuialnic din raionul Bârzula, regiunea Odesa, Ucraina. Anterior a purtat denumirea Ceapaievka.

## Demografie
Componența lingvistică a localității Cuialnicul Mic
     Rusă (47,89%)
     Ucraineană (30,65%)
     Română (21,46%)
Conform recensământului din 2001, nu exista o limbă vorbită de majoritatea populației, aceasta fiind compusă din vorbitori de rusă (47,89%), ucraineană (30,65%) și română (21,46%).

## Vezi și
- Românii de la est de Nistru